# 蕾克·貝爾
蕾克·希格爾·貝爾（Lake Siegel Bell，1979年3月24日—）是一位美國女演員，出生於紐約市。貝爾出演過許多電視節目，包含《波士頓法律》、《追逐我的美國夢》等，以及電影《頭彩冤家》（2008）、《百萬金臂》（2014）、《無處可逃》（2015）。